# Мінерал Гентце
Мінера́л Ге́нтце (рос. минерал Гентце; англ. Hentze mineral; нім. Hentze-Mineral n) — викопна смола, описана Гентце 1921 року. Знайдена в коренях пнів старих сосен поблизу Магдебурга (ФРН).